# Les Torres de Fals
Les Torres de Fals és el conjunt monumental constituït per les restes de l'antic castell de Fals, situat al poble de Fals en el municipi de Fonollosa (Bages). Està format per dues torres de defensa cilíndriques, l'antiga església parroquial de Sant Vicenç i la rectoria. El conjunt està separat del poble per un barranc, al vessant dret de la riera de Fonollosa. És una obra declarada bé cultural d'interès nacional.

## Història

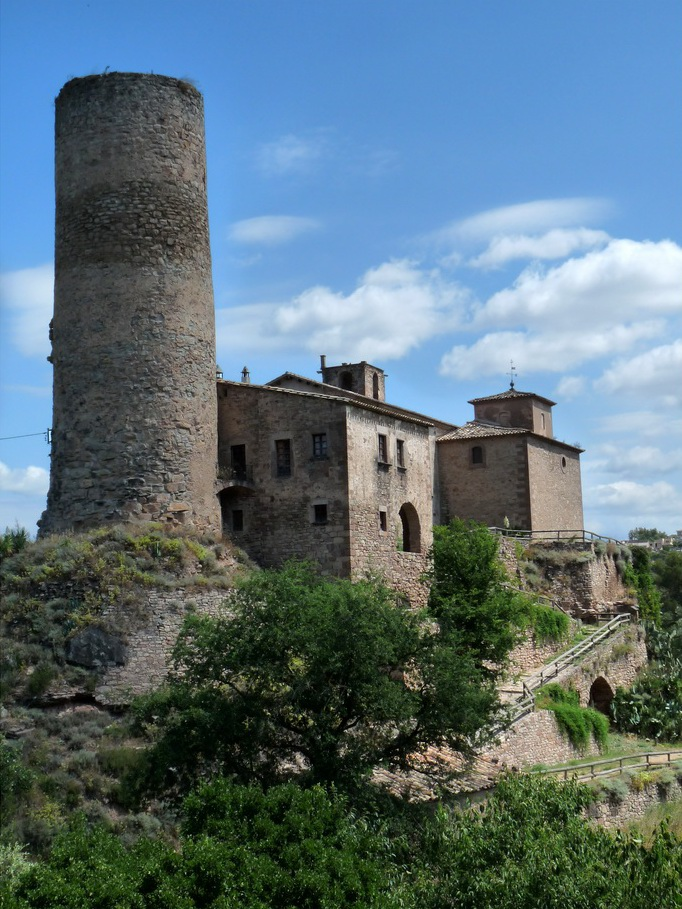
Rectoria i una de les torres del castell (juliol 2010)

El castell de Fals era la clau que obria i tancava el pas del camí ral de Barcelona a Cardona, és per això que els senyors del castell de Cardona en tingueren sempre el domini que degué ser en alou ja que no apareix cap jurament de fidelitat fet als comtes de Barcelona. Les primeres mencions de la seva existència són de l'any 995 amb diverses denominacions, com la de Falcas, Falchs i Falcs. N'eren feudataris o castlans la família cognomenada Fals.
EI 1021 apareix esmentat un feudatari que es diu Bonfill de Fals, nomenat marmessor pel vescomte Bermon de Cardona, a qui jura fidelitat. En diversos documents posteriors s'esmenten els senyors de Falcs i com la possessió passà a diverses mans, per testament, dins la família. Els anys 1123 i 1143 és citat en sengles documents Arnau Bernat de Falcs. El 1176 trobem Ponç de Falcs, un fill homònim i l'hereva d'aquest, Elissèn de Falcs, documentada el 1221. El 1275, s'esmenta un cavaller Guillem de Falcs. Durant els segles immediats, el castell continuava formant part de la senyoria dels Cardona i és en aquesta època, cap al final de l'edat mitjana que probablement s'edificà la segona torre. El castell queda vinculat el 1314 al vescomtat que Ramon Folc VI de Cardona organitzà amb el conjunt del seu patrimoni i en formà part com a propietat vescomtal, després comtal i finalment ducal fins a la desaparició dels senyorius jurisdiccionals.
La notícia que en proporciona "l'Àlbum Meravella" diu: "Són notables en el caseriu de Fals, comprès dins el de Fonollosa, les cèlebres torres, de les quals no se sap l'època fixa de llur construcció, per bé que es té notícia que en el segle xv (1434) foren cedides pel senyor de Fals, duc de Cardona, a un tal Francesc Sala. Se suposen de l'època de les lluites dels alarbs". Galobardas diu que "El castell de Fals o de Falchs era la clau que obria i tancava el pas del camí ral de Barcelona a Cardona; i, per això, els senyors del Castell de Cardona tenien sempre el domini de dit castell de Fals". Del 1042 hi ha menció de l'església de Sant Vincenç "de castro Falcs" (Fals continua tenint la mateixa dedicació parroquial). El "castrum de Falchs", en la vegueria de Bages, fou un de tants indrets que el 1375 constituïren el nou comtat de Cardona.
Un precedent del topònim pot trobar-se en el nom personal de "Falcucio": "Enego, quem alio nomine vocant Falcucio" és personatge del 966. La signatura de "Bonefilio Falchos" se'ns documenta el 1021; "Bonefilio de Castro de Falcos", el 1026, apareix amb relació amb els Cardona. La vescomtessa Egúncia -línia cardonina- el 1039 dona al monestir de Sant Pere de Casserres "infra terminus de falcos ipsa sals que est ante predictum Castrum cum diversis domibus que ibi sunt". El castell romangué en el domini de la casa de Cardona, estant-hi vinculat, fins a l'extinció dels senyorius. A la torre que queda rodejada per un mur amb espitlleres se li atorga una cronologia del segle xv.

## Descripció

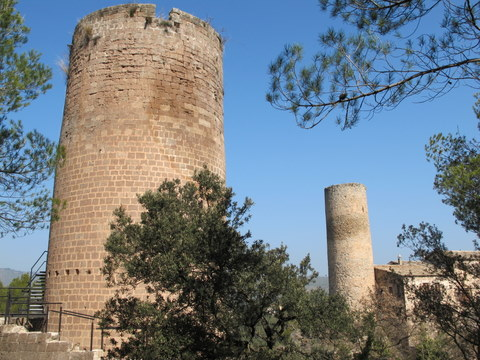
Torres de Fals (maig 2011)

És un castell medieval del qual resten dues torres cilíndriques, la més antiga del segle xi adossada a l'església i la rectoria, i una altra dels segles XIII-XVI situada a migjorn. La més antiga té una alçària d'uns 19,50 m i està formada per pedres grosses i poc treballades a la base i més petites a la part superior. L'altra torre fa uns 17 metres d'alçada, però els blocs de pedra que la conformen estan ben treballats i disposats en fileres horitzontals. La part sud d'aquesta torre està protegida per un mur amb espitlleres de base atalussada de construcció moderna.
De l'antic castell altmedieval, només es conserva la torre romànica, de començament del S. XI, situada dalt d'un turó. Té una planta circular, un mica deformada sobretot a la base. L'alçada total és de 19,5 m, i el diàmetre exterior, de 9 m. La torre es fonamenta a la roca. Els blocs de pedra utilitzats a la base són molt grossos, irregulars i molt poc treballats. Queden units amb un morter de calç força blanquinós, perquè conté molta calç. Al mur exterior encara s'observen pegats de l'arrebossat que els cobria. La forma de les pedres de la base i la seva distribució són un indici que permet suposar que la torre es va aixecar en un moment de perill. Més amunt, les pedres són més petites, sobretot a partir dels 5 m, i no estan gaire treballades. Al cim de la torre hi ha filades amb carreus més regulars i ben tallats. Això fa pensar que, amb força probabilitat, aquestes filades es van afegir posteriorment. La porta original s'obre a uns 8 m per damunt del nivell de la roca, orientada al nord-oest. Cal remarcar, però, que ha sofert moltes transformacions. L'arc de la porta, que sembla força primitiu, s'ha construït amb lloses verticals i forma gairebé un angle obtús. Sota l'arc hi ha una llinda de pedra, que podria haver estat afegida amb posterioritat o, potser, ja formava part de l'obra original. Els muntants estan força alterats i ni tan sols són iguals. A l'interior de la torre hi ha dues falses cúpules. Per damunt seu, hi deuria haver un o dos pisos més.
La segona torre, a migjorn de la primera, és una construcció cilíndrica, d'estructura molt simple, d'una alçada de 17,2 m a partir d'un pla circular, que ve donat per un diàmetre extern de 9 m i un gruix a les parets de 247 cm que es manté constant a tot el llarg de la torre. Està dividica en tres nivells d'idèntiques proporcions, uns baixos i dos pisos capçats per un terrat. La torre s'aparella amb blocs de pedra treballats i ben engaltats disposats en filades horitzontals distribuïdes a trencajunt. Molt grans a la base (39 x 107 cm) i gradualment menors cap a la part alta. A mitjana altura hi ha un seguit de forats quadrats i dues mènsules.
En els blocs de pedra que la componen encara poden observar-se algunes marques de picapedrers. Aquesta, és una obra de finals del segle xiii i principis del xiv. Està envoltada per un mur, segurament d'època més moderna, ja que està equipat amb unes espitlleres, dissenyades per l'ús d'armes de foc.

## L'església de Sant Vicenç
Situada a continuació de l'antic castell, l'església és de planta de creu llatina, orientada de llevant a ponent. Té una nau rectangular capçada amb un cos de planta quadrangular, on hi ha el presbiteri i darrere d'aquest, la sagristia.
Degut al mal estat constructiu de l'edifici, i sobretot a causa del perill d'esfondrament de les voltes i la teulada, s'hi van deixar de fer celebracions. L'indret és el marc que acull des de fa més de 30 anys, la representació del pessebre vivent del Bages.
Des de l'any 2000, el Servei de Patrimoni Arquitectònic Local de la Diputació de Barcelona ha iniciat unes obres de restauració de l'església.